# Vlásios Máras
Vlásios Máras (en grec moderne : Βλάσιος Μάρας), souvent appelé Vlásis Máras (Βλάσης Μάρας), est un gymnaste grec né le 31 mars 1983.
Gymnaste de petite taille et léger, il est quintuple champion d'Europe à la barre fixe, son agrès de prédilection. Il remporta également l'or mondial à deux reprises en 2001 et 2002, année où il réalisa le doublé Mondiaux et Europe. Il régna sur la barre fixe européenne lors de la première décennie du XXIe siècle, conquérant tous les titres européens de la décennie à l'exception de ceux de 2005, 2007 et 2008, tous remportés par son grand rival allemand Fabian Hambüchen.

## Palmarès

### Championnats du monde
- Gand 2001
  -  médaille d'or à la barre fixe

- Debrecen 2002
  -  médaille d'or à la barre fixe

- Melbourne 2005
  - 5e à la barre fixe

- Aarhus 2006
  -  médaille de bronze à la barre fixe

- Stuttgart 2007
  - 21e au concours général individuel
  - 7e à la barre fixe

### Championnats d'Europe
- Patras 2002
  -  médaille d'or à la barre fixe.

- Ljubljana 2004
  -  médaille d'or à la barre fixe

- Volos 2006
  -  médaille d'or à la barre fixe

- Lausanne 2008
  -  médaille d'argent à la barre fixe

- Milan 2009
  -  médaille d'or à la barre fixe

- Birmingham 2010
  -  médaille d'or à la barre fixe
  - 8e au concours par équipes

- Montpellier 2012
  -  médaille de bronze à la barre fixe

- Montpellier 2015
  -  médaille de bronze à la barre fixe